# Caladenia latifolia
Caladenia latifolia är en orkidéart som beskrevs av Robert Brown. Caladenia latifolia ingår i släktet Caladenia och familjen orkidéer. Inga underarter finns listade i Catalogue of Life.

## Bildgalleri

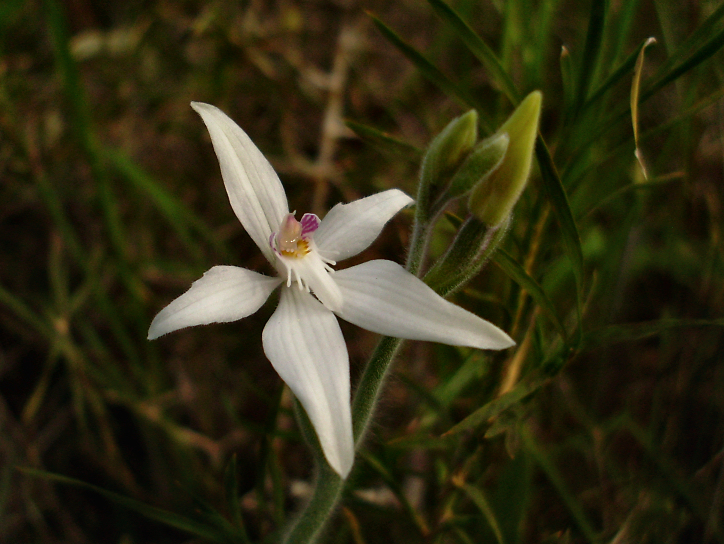
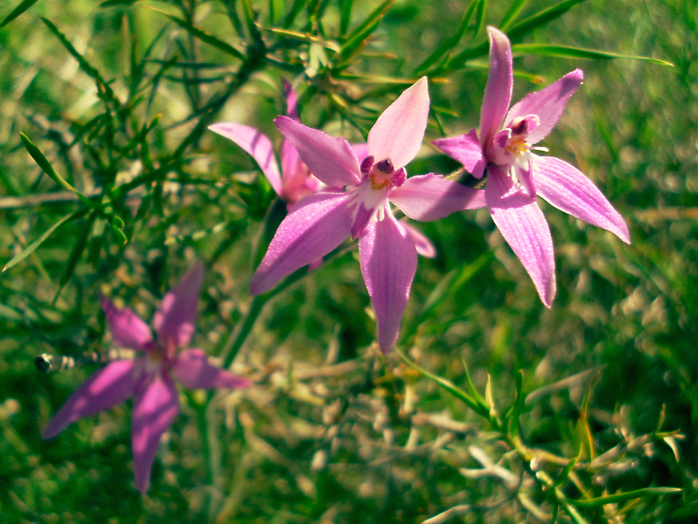
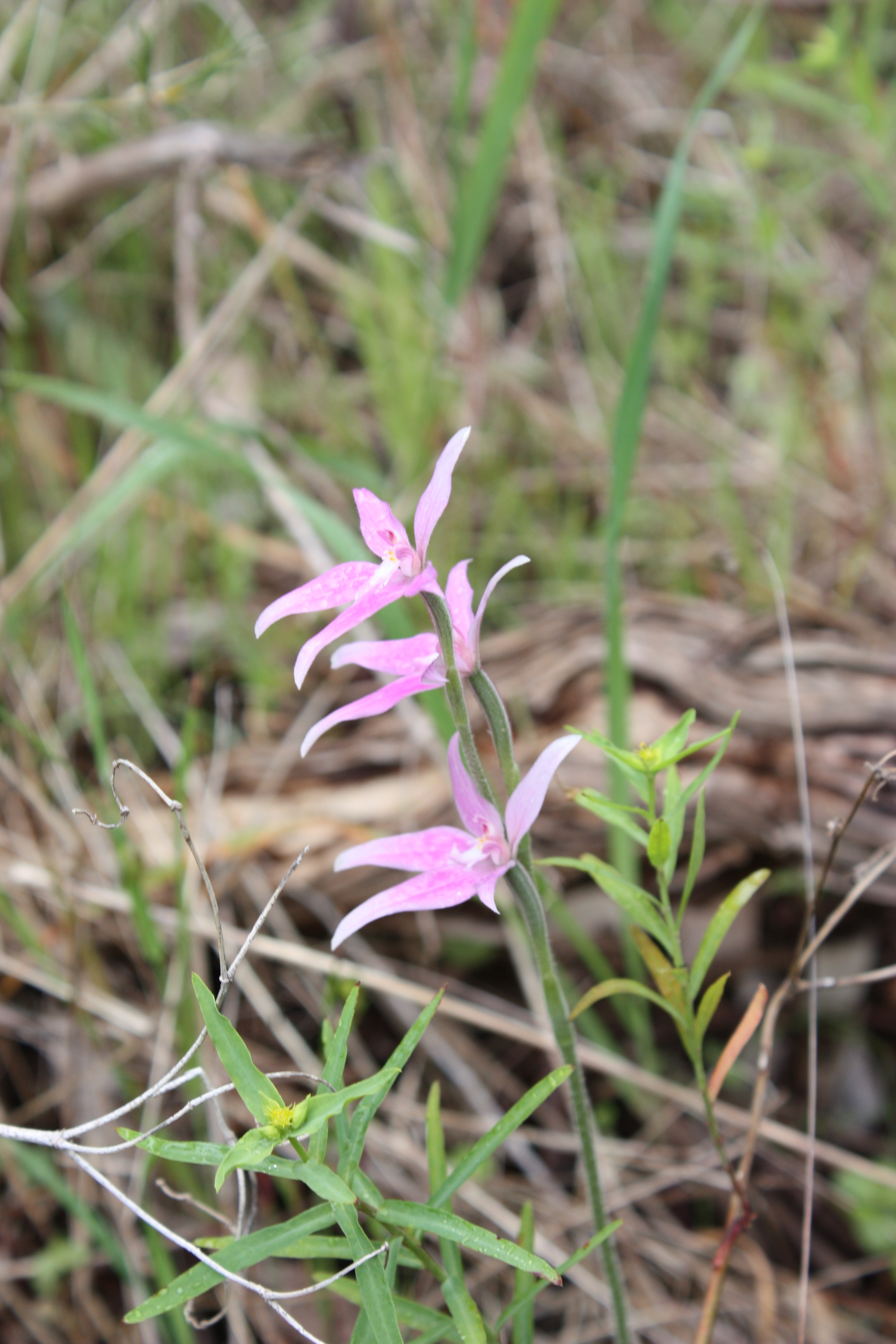
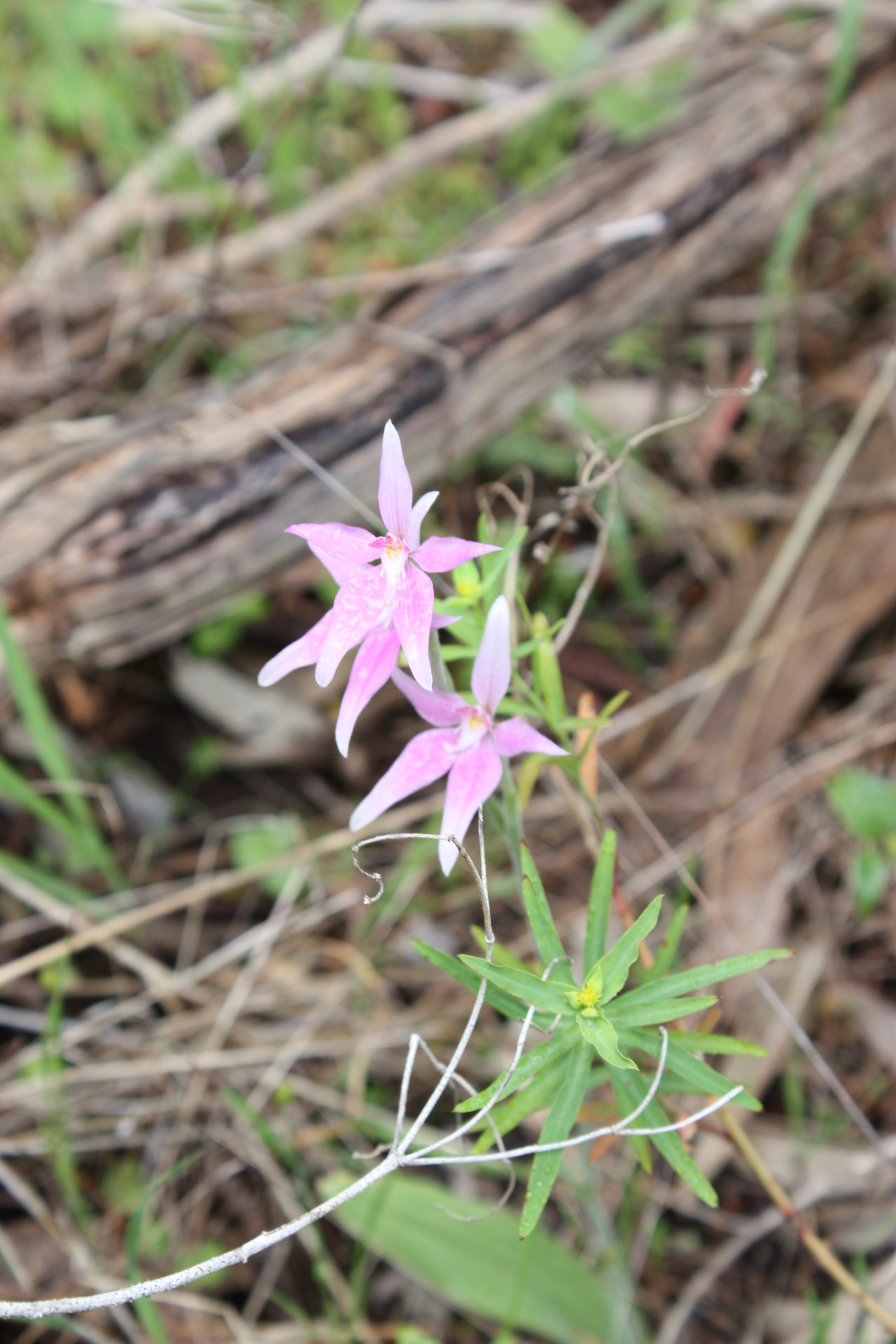
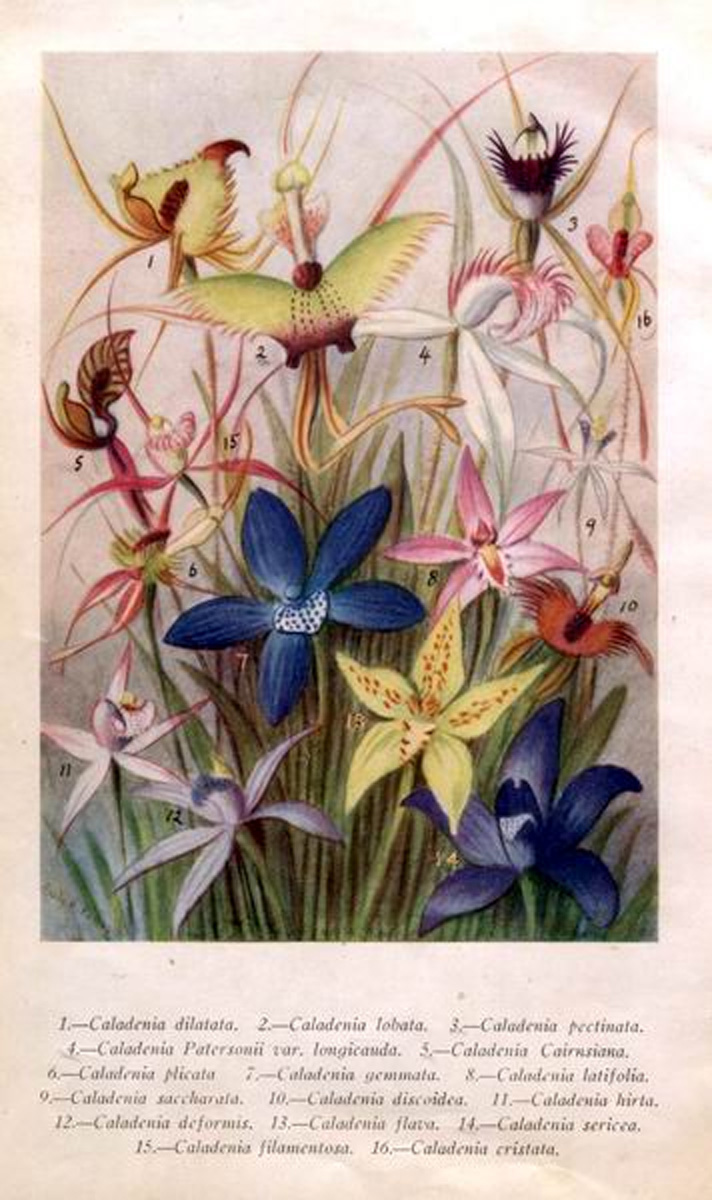
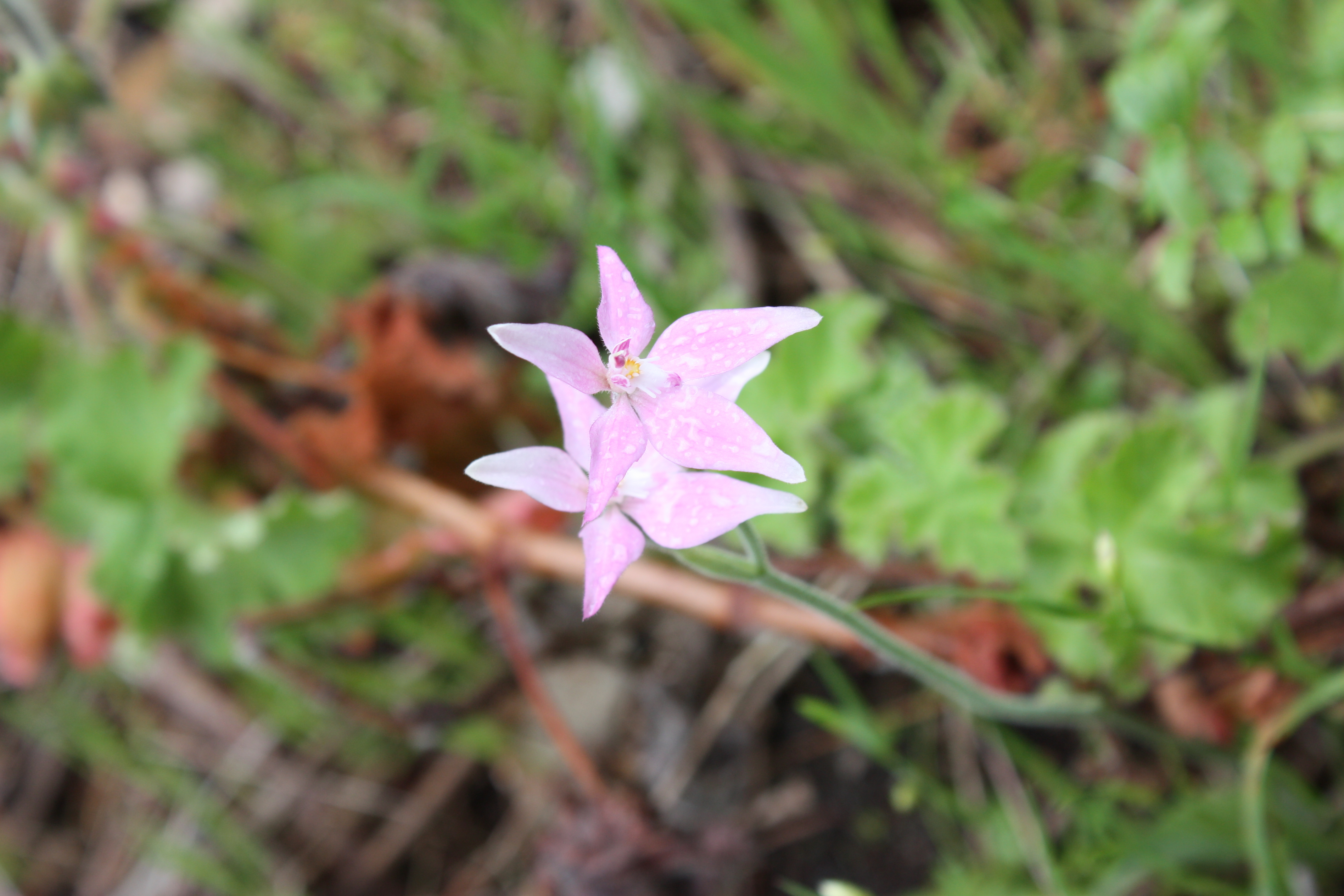